# Бенюк Петро Михайлович
Петро́ Миха́йлович Беню́к (4 березня 1946, Битків, Надвірнянський район, Станіславська область — 9 квітня 2019, Львів) — радянський та український актор театру та кіно. Народний артист України (1996). Старший брат актора Богдана Бенюка.

## Життєпис

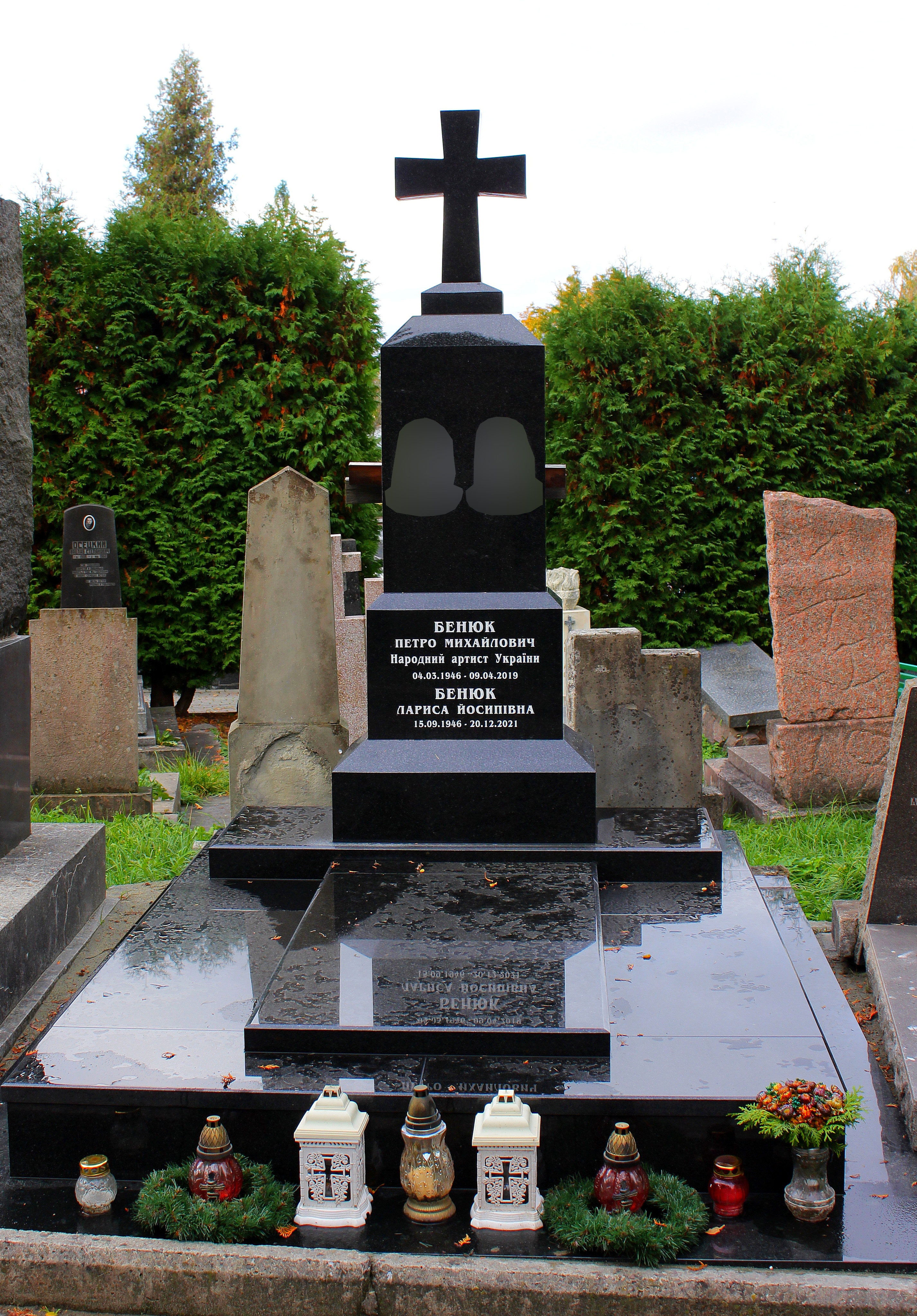
Могила Петра Михайловича Бенюка та його дружини Лариси Йосипівни на 3 полі Личаківського цвинтаря

Народився 4 березня 1946 року в селищі міського типу Битків Надвірнянського району Станіславської області (нині Пасічнянська сільська територіальна громада Надвірнянського району Івано-Франківської області).
У 1971 році закінчив театральний факультет Київського державного інституту театрального мистецтва ім. І. Карпенка-Карого (майстерня Олександри Смолярової, Бориса Ставицького та Юрія Олененка).
З 1971 року працював у складі трупи Національного академічного українського драматичного театру ім. М. Заньковецької у Львові, де зіграв у виставах «Останній гречкосій», «Оргія», «Візит старої дами», «Невольник», «Сто тисяч» та в багатьох інших. Загалом на театральній сцені зіграв понад 70 ролей.
Лауреат Республіканського конкурсу читців у галузі гумору та сатири (1987), 1-го Всеукраїнського конкурсу гумору та сатири (1992). У 1996 році удостоєний звання народного артиста України.
Дипломант кінофестивалю «Молодість-73» за найкращу чоловічу роль у фільмі «Катруся» (1973).
Нагороджений дипломом III Всесоюзного фестивалю чеської драматургії в СРСР (1983) за роль Швейка у виставі «Пригоди бравого вояка Швейка».
Член Українського театрального товариства (з 1974), Спілки кінематографістів України (з 1992). Кавалер ордену «За заслуги» ІІІ ступеня.
Помер 9 квітня 2019 року у віці 73 років у Львові. Причиною смерті став інсульт. Парастас відбувся 11 квітня 2019 року в передпоховальній каплиці Івана Хрестителя на вулиці Пекарській. 12 квітня 2019 року у фоє Національного академічного українського театру ім. М. Заньковецької відбулося прощання з народним артистом України, актором театру та кіно Петром Бенюком. Після прощання з актором відбувся чин похорону на 3 полі Личаківського цвинтаря.

## Ролі в театрі
На його рахунку безліч ролей у театрі, серед іншого це вистави:
- «Сто тисяч» Івана Карпенко-Карого — Калитка;
- «Пригоди бравого вояки Швейка» Карела Чапека — Швейк;
- «Невольник» Тараса Шевченка — Зачепа, запорожець, козаки;
- «Останній гречкосій» Ореста Огородника — Дмитро;
- «Танго» Славомира Мрожека — Едек;
- «Візит літньої пані» Фрідріха Дюрренматта — Поліцай;
- «Тартюф» Жана-Батиста Мольєра — Оргон;
- «Трибунал» Андрія Макайонка — Сироєдов.

## Фільмографія
Зіграв більше півсотні ролей у кіно. За роль кооператора Рони у фільмі «Сашко-реформатор, або Довженко починається» отримав Золотий приз журі Міжнародного кінофестивалю в Дамаску (Сирія, 2009), а також за роль Рассапончика у фільмі «Заграва» — приз «Корона Карпат» і приз глядацьких симпатій Міжнародного кінофестивалю «Корона Карпат» (Трускавець, 2011); приз імені Олександра Ханжонкова та приз Спілки журналістів Росії «Золотий дзвін» (Міжнародний кінотелефорум «Разом», Ялта).
- 1976 — Туфлі з золотими пряжками — Вартовий
- 1982 — Таємниці святого Юра — Степан
- 1988 — Грішник — Начальник відділу кадрів[7]
- 1989 — Годинникар і курка — Капельмейстер Курка
- 1989 — Камінна душа — Отець Василій
- 1989 — Гори димлять — Товстун
- 1990 — Відьма — Місюра
- 1991 — Голод—33 — Шикрятов
- 1991 — Тримайся, козаче! — Яр-Хмара
- 1991 — Увага, відьми! — Лепестюк[8]
- 1992 — Тарас Шевченко. Заповіт — Диякон
- 1992 — Ціна голови — Лікар[9]
- 1992 — Повітряні пірати — Лейтенант міліції[10]
- 1993 — Кому вгору, кому вниз — Петро Бублик
- 1993 — Злочин з багатьма невідомими — Ян Яйко
- 1993 — Вперед, за скарбами гетьмана — Генерал СБУ
- 1995 — Ісус, син Бога живого (серіал, 4 серії)
- 1996 — Judenkreis, або Вічне колесо — Квятковський
- 1997 — Роксолана. Улюблена дружина Халіфа — Кизляр-ага
- 2000 — Втрачений рай — Летюк
- 2008 — «Сашко-реформатор, або Довженко починається» — Кооператор Рона
- 2011 — Заграва — Рассапончик
- 2017 — На краю безодні (фільм) — Микита Хрущов
- 2018 — Зрадник, який врятував Світ (фільм) — Микита Хрущов
- 2019 — Король Данило — Папа Римський Інокентій IV